# Championnats du monde de paracyclisme sur route 2024
Navigation
2023 2025

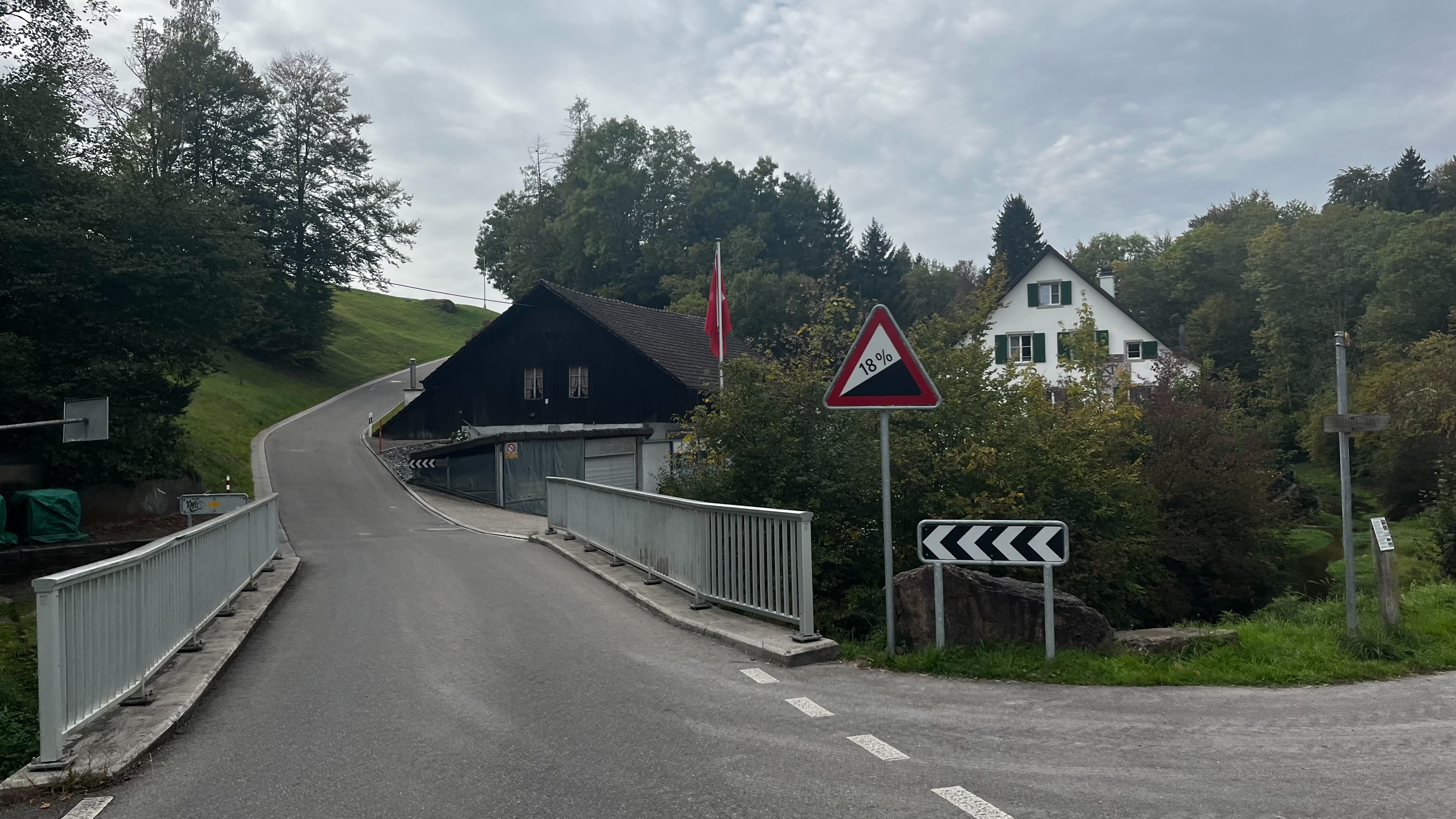
La courte montée raide jusqu'au Tobelmüli.

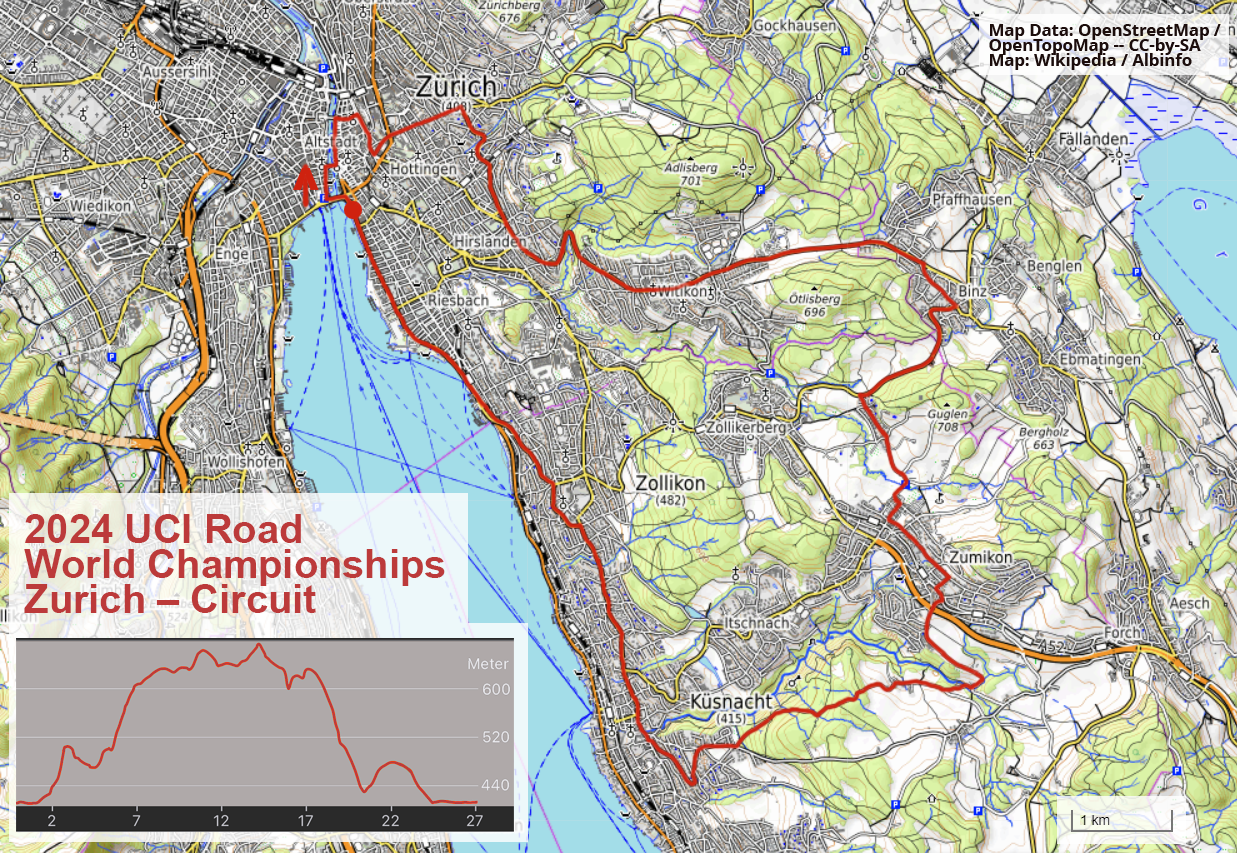
Carte du circuit final.

Les championnats du monde de paracyclisme sur route 2024 se déroulent du 21 au 29 septembre 2024 à Zurich en Suisse.
Ces mondiaux sont organisés conjointement aux championnats du monde de cyclisme sur route 2024.
Le programme des compétitions est inchangé par rapport à l'année précédente. Les compétitions se déroulent selon les classifications du paracyclisme avec des tandems (classe B), des vélos de course (classes C1 à C5), des handbikes (classes H1 à H5) et des tricycles (classes T1 et T2). Dans chaque catégorie un contre-la-montre individuel et une course en ligne est au programme pour les femmes et les hommes. Un relais par équipes en handbike attribue également un titre mondial.

## Parcours
Les points de départ sont la Sechseläutenplatz et le Münsterhof au centre-ville de Zurich ainsi que Gossau. Toutes les courses se terminent sur la Sechseläutenplatz.

## Médaillés
Pour l'explication sur les différentes catégories, voir la page Cyclisme handisport#Classification actuelle

### Catégorie B
| Épreuves         | Or                                                | Argent                                                          | Bronze                                                          |
| Hommes           | Hommes                                            | Hommes                                                          | Hommes                                                          |
| ---------------- | ------------------------------------------------- | --------------------------------------------------------------- | --------------------------------------------------------------- |
| Course en ligne  | Pays-Bas Tristan Bangma pilote : Patrick Bos      | Espagne Imanol Arriortua Zorrilla pilote : Francisco García Rus | France Alexandre Lloveras pilote : Yoann Paillot                |
| Contre-la-montre | Pays-Bas Tristan Bangma pilote : Patrick Bos      | France Alexandre Lloveras pilote : Yoann Paillot                | Espagne Imanol Arriortua Zorrilla pilote : Francisco García Rus |
| Femmes           |                                                   |                                                                 |                                                                 |
| Course en ligne  | Irlande Katie-George Dunlevy pilote : Linda Kelly | Grande-Bretagne Sophie Unwin pilote : Jenny Holl                | Irlande Josephine Healion pilote : Eve McCrystal                |
| Contre-la-montre | Irlande Katie-George Dunlevy pilote : Linda Kelly | Grande-Bretagne Sophie Unwin pilote : Jenny Holl                | Grande-Bretagne Lora Fachie pilote : Corrine Hall               |

### Catégorie C1
| Épreuves         | Or                  | Argent               | Bronze         |
| Hommes           | Hommes              | Hommes               | Hommes         |
| ---------------- | ------------------- | -------------------- | -------------- |
| Course en ligne  | Ricardo Ten Argilés | Zbigniew Maciejewski | Pierre Senska  |
| Contre-la-montre | Ricardo Ten Argilés | Zbigniew Maciejewski | Andre Wijnhoud |
| Femmes           |                     |                      |                |
| Course en ligne  | Frances Brown       |                      |                |
| Contre-la-montre | Frances Brown       | Katie Toft           |                |

### Catégorie C2
| Épreuves         | Or               | Argent            | Bronze                          |
| Hommes           | Hommes           | Hommes            | Hommes                          |
| ---------------- | ---------------- | ----------------- | ------------------------------- |
| Course en ligne  | Alexandre Léauté | Matthew Robertson | Ewoud Vromant                   |
| Contre-la-montre | Ewoud Vromant    | Alexandre Léauté  | Matthew Robertson               |
| Femmes           |                  |                   |                                 |
| Course en ligne  | Flurina Rigling  | Daphne Schrager   | Daniela Carolina Munevar Florez |
| Contre-la-montre | Flurina Rigling  | Daphne Schrager   | Amelia Cass                     |

### Catégorie C3
| Épreuves         | Or                    | Argent          | Bronze            |
| Hommes           | Hommes                | Hommes          | Hommes            |
| ---------------- | --------------------- | --------------- | ----------------- |
| Course en ligne  | Finlay Graham         | Benjamin Watson | Alexandre Hayward |
| Contre-la-montre | Florian Bouziani      | Finlay Graham   | Alexandre Hayward |
| Femmes           |                       |                 |                   |
| Course en ligne  | Aniek van den Aarssen | Paula Perez     | Jamie Whitmore    |
| Contre-la-montre | Anna Beck             | Jamie Whitmore  | Paula Perez       |

### Catégorie C4
| Épreuves         | Or                     | Argent                 | Bronze             |
| Hommes           | Hommes                 | Hommes                 | Hommes             |
| ---------------- | ---------------------- | ---------------------- | ------------------ |
| Course en ligne  | Gatien Le Rousseau     | Mattis Lebeau          | Kévin Le Cunff     |
| Contre-la-montre | Mattis Lebeau          | Kévin Le Cunff         | Gatien Le Rousseau |
| Femmes           |                        |                        |                    |
| Course en ligne  | Samantha Bosco         | Franziska Matile-Dörig | Katell Alençon     |
| Contre-la-montre | Franziska Matile-Dörig | Samantha Bosco         | Katell Alençon     |

### Catégorie C5
| Épreuves         | Or              | Argent          | Bronze               |
| Hommes           | Hommes          | Hommes          | Hommes               |
| ---------------- | --------------- | --------------- | -------------------- |
| Course en ligne  | Yegor Dementyev | Elouan Gardon   | Lauro Chaman         |
| Contre-la-montre | Daniel Abraham  | Lauro Chaman    | Yegor Dementyev      |
| Femmes           |                 |                 |                      |
| Course en ligne  | Sarah Storey    | Morgan Newberry | Alana Forster        |
| Contre-la-montre | Sarah Storey    | Heïdi Gaugain   | Kerstin Brachtendorf |

### Catégorie H1
| Épreuves         | Or                              | Argent                                 | Bronze                                 |
| Hommes           | Hommes                          | Hommes                                 | Hommes                                 |
| ---------------- | ------------------------------- | -------------------------------------- | -------------------------------------- |
| Course en ligne  | Maxime Hordies                  | Fabrizio Cornegliani                   | Marcos Antonio Ferreira de Melo Junior |
| Contre-la-montre | Fabrizio Cornegliani            | Marcos Antonio Ferreira de Melo Junior | Maxime Hordies                         |
| Femmes           |                                 |                                        |                                        |
| Course en ligne  | Luisa Pasini                    | Manuela Vos van den Bouwhuijsen        |                                        |
| Contre-la-montre | Manuela Vos van den Bouwhuijsen | Luisa Pasini                           |                                        |

### Catégorie H2
| Épreuves         | Or                   | Argent          | Bronze                           |
| Hommes           | Hommes               | Hommes          | Hommes                           |
| ---------------- | -------------------- | --------------- | -------------------------------- |
| Course en ligne  | Sergio Garrote Muñoz | Florian Jouanny | Luca Mazzone                     |
| Contre-la-montre | Luca Mazzone         | Florian Jouanny | Sergio Garrote Muñoz             |
| Femmes           |                      |                 |                                  |
| Course en ligne  | Katie Brim           | Roberta Amadeo  | Gilmara Sol Do Rosario Goncalves |
| Contre-la-montre | Katie Brim           | Roberta Amadeo  | Gilmara Sol Do Rosario Goncalves |

### Catégorie H3
| Épreuves         | Or                     | Argent             | Bronze              |
| Hommes           | Hommes                 | Hommes             | Hommes              |
| ---------------- | ---------------------- | ------------------ | ------------------- |
| Course en ligne  | Mathieu Bosredon       | Martino Pini       | Christian Gyldenohr |
| Contre-la-montre | Mathieu Bosredon       | Mark Mekenkamp     | Marvin Odent        |
| Femmes           |                        |                    |                     |
| Course en ligne  | Jady Martins Malavazzi | Annika Zeyen-Giles | Anaïs Vincent       |
| Contre-la-montre | Annika Zeyen-Giles     | Lauren Parker      | Anaïs Vincent       |

### Catégorie H4
| Épreuves         | Or                  | Argent           | Bronze            |
| Hommes           | Hommes              | Hommes           | Hommes            |
| ---------------- | ------------------- | ---------------- | ----------------- |
| Course en ligne  | Joseph Fritsch      | Thomas Frühwirth | Fabian Recher     |
| Contre-la-montre | Thomas Frühwirth    | Fabian Recher    | Joseph Fritsch    |
| Femmes           |                     |                  |                   |
| Course en ligne  | Jennette Jansen     | Cornelia Wibmer  | Sandra Fuhrer     |
| Contre-la-montre | Svetlana Moshkovich | Cornelia Wibmer  | Julia Dierkesmann |

### Catégorie H5
| Épreuves         | Or             | Argent             | Bronze             |
| Hommes           | Hommes         | Hommes             | Hommes             |
| ---------------- | -------------- | ------------------ | ------------------ |
| Course en ligne  | Mitch Valize   | Loïc Vergnaud      | Pavlo Bal          |
| Contre-la-montre | Mitch Valize   | Loïc Vergnaud      | Tim de Vries       |
| Femmes           |                |                    |                    |
| Course en ligne  | Chantal Haenen | Ana Maria Vitelaru | Andrea Eskau       |
| Contre-la-montre | Chantal Haenen | Andrea Eskau       | Ana Maria Vitelaru |

### Catégorie T1
| Épreuves         | Or                | Argent            | Bronze           |
| Hommes           | Hommes            | Hommes            | Hommes           |
| ---------------- | ----------------- | ----------------- | ---------------- |
| Course en ligne  | Nathan Clément    | Giorgio Farroni   | Aziz Atakhodjaev |
| Contre-la-montre | Nathan Clément    | Giorgio Farroni   | Aziz Atakhodjaev |
| Femmes           |                   |                   |                  |
| Course en ligne  | Marieke van Soest | Pavlina Vejvodona | Eltje Malzbender |
| Contre-la-montre | Marieke van Soest | Pavlina Vejvodona | Eltje Malzbender |

### Catégorie T2
| Épreuves         | Or              | Argent           | Bronze                |
| Hommes           | Hommes          | Hommes           | Hommes                |
| ---------------- | --------------- | ---------------- | --------------------- |
| Course en ligne  | Dennis Connors  | Maximilian Jager | Wolfgang Steinbichler |
| Contre-la-montre | Felix Barrow    | Tim Celen        | Dennis Connors        |
| Femmes           |                 |                  |                       |
| Course en ligne  | Emma Lund       | Celine Van Till  | Angelika Dreock-Käser |
| Contre-la-montre | Celine Van Till | Emma Lund        | Angelika Dreock-Käser |

### Catégorie H1-5
| Épreuves     | Or                                                 | Argent                                               | Bronze                                                                |
| ------------ | -------------------------------------------------- | ---------------------------------------------------- | --------------------------------------------------------------------- |
| Relais mixte | France Johan Quaile Florian Jouanny Joseph Fritsch | Italie Federico Mestroni Luca Mazzone Davide Cortini | Espagne David Mouriz Sergio Garrote Muñoz Luis Miguel García-Marquina |

## Tableau des médailles
| Rang  | Nation           | Or | Argent | Bronze | Total |
| ----- | ---------------- | -- | ------ | ------ | ----- |
| 1     | Pays-Bas         | 11 | 1      | 2      | 14    |
| 2     | France           | 8  | 9      | 8      | 25    |
| 3     | Grande-Bretagne  | 6  | 9      | 3      | 18    |
| 4     | Italie           | 4  | 9      | 1      | 13    |
| 5     | Suisse           | 4  | 3      | 2      | 9     |
| 6     | Espagne          | 4  | 2      | 4      | 10    |
| 7     | États-Unis       | 3  | 3      | 2      | 8     |
| 8     | Autriche         | 2  | 3      | 1      | 6     |
| 9     | Belgique         | 2  | 1      | 3      | 6     |
| 10    | Canada           | 2  | 0      | 2      | 4     |
| 11    | Irlande          | 2  | 0      | 1      | 3     |
| 12    | Allemagne        | 1  | 3      | 6      | 10    |
| 13    | Brésil           | 1  | 2      | 4      | 7     |
| 14    | Danemark         | 1  | 1      | 0      | 2     |
| 15    | Ukraine          | 1  | 0      | 2      | 3     |
| 16    | Suède            | 1  | 0      | 0      | 1     |
| 17    | Pologne          | 0  | 2      | 0      | 2     |
| 17    | Tchéquie         | 0  | 2      | 0      | 2     |
| 19    | Colombie         | 0  | 1      | 2      | 3     |
| 20    | Australie        | 0  | 1      | 1      | 2     |
| 21    | Nouvelle-Zélande | 0  | 0      | 2      | 2     |
| 21    | Ouzbékistan      | 0  | 0      | 2      | 2     |
| 23    | Norvège          | 0  | 0      | 1      | 1     |
| Total | Total            | 53 | 52     | 49     | 154   |